# Casa Rosenbaum
Casa Rosenbaum é uma residência projetada pelo arquiteto americano Frank Lloyd Wright e construída para Stanley e Mildred Rosenbaum em Florence, Alabama. É um conhecido exemplar de seu conceito Usônia, o único edifício de Wright no estado do Alabama, e é uma das 26 casas usonianas anteriores à Segunda Guerra Mundial. John Sergeant, especialista no trabalho de Wright a considera como "o mais puro exemplo de usoniano".
Em 1938 os recém casados Stanley Rosenbaum, professor na Universidade do Norte do Alabama, e sua esposa Mildred ganharam um lote e recursos para construir uma casa em Florence, Alabama. Ambos tinham lido a autobiografia de Frank Lloyd Wright e uma história de capa sobre Wright publicada na revista Time. A casa Rosenbaum foi a primeira das dúzias de casas de Wright baseadas no protótipo usoniano de 1936, a Primeira Casa de Herbert e Katherine Jacobs em Madison, Wisconsin. A casa foi construída em um lote de dois acres em 117 Riverview Drive, agora 601 Riverview, após renumeração, na margem norte do Rio Tennessee. Construído sobre planta em "L", a casa é feita de materiais naturais, principalmente de madeira de ciprestes, tijolo, vidro, e apresenta cobertura escamoteável de aço e cantaria sobre as salas e a marquise para automóvel anexa. A maioria dos cômodos têm portas para o exterior. O centro da casa é a área de trabalho, construída em torno de uma grande lareira de pedra, junto a um estúdio de quase dez metros quadrados.
Os Rosenbaums receberam a residência em setembro de 1940 e as primeiras fotografias da casa foram exibidas no New York Modern Art Museum no mês seguinte.
A planta usoniana original dispunha de salas totalizando a área de cerca de 150 metros quadrados, mas quando os Rosenbaums tiveram seu quarto filho pediram a Wright que projetasse uma extensão à casa então abarrotada. Suas modificações, terminadas em 1948, adicionaram cerca de 100 metros quadrados em um segundo "L".
A casa foi acrescentada ao registo nacional de lugares históricos dos Estados Unidos em 1978. Permaneceu na família Rosenbaum até 1999, quando Mildred Rosenbaum mudou-se para um lar para idosos, por muito mais tempo do que qualquer outro cliente usoniano de Wright. Entretanto a casa estava em más condições, com infiltrações de água e extensos danos por cupins. A família Rosenbaum doou a casa à cidade de Florence e, ao mesmo tempo, vendeu a mobília e todo o conteúdo da casa à cidade por 75 mil dólares. A cidade gastou uns 600 mil adicionais em reparos, usando as plantas originais enviadas pela Wright Foundation em Taliesin West. A cidade abriu a casa como um museu público, em 2002. O museu expõe parte da mobília original projetada por Wright, e ganhou o Wright Spirit Award in the Public Domain de 2004, concedido pela Frank Lloyd Wright Building Conservancy. Mildred Rosenbaum foi  a primeira pessoa e receber este prêmio da Frank Lloyd Wright Building Conservancy, por seus esforços incansáveis pela Frank Lloyd Wright Rosenbaum House Foundation. Em seus últimos cinco anos na residência, quase cinco mil visitantes foram conduzidas pessoalmente pela Sra. Rosenbaum, que morreu em 2006.